# Missbrauchsvorwürfe an der McMartin-Vorschule
Die Missbrauchsvorwürfe an der McMartin-Vorschule betrafen hunderte Fälle angeblichen satanistisch-rituellen Missbrauchs von Kindern an einer Vorschule in Manhattan Beach (Kalifornien) in den 1980er Jahren. In dem folgenden Prozess um die Vorwürfe wurden alle Angeklagten freigesprochen.

## Missbrauchsvorwürfe
Nachdem 1983 erste Missbrauchsvorwürfe durch die Mutter eines Kindes erhoben worden waren, begann das Children's Institute International (CII), eine Klinik für Missbrauchsfälle in Los Angeles unter der Leitung von Kee MacFarlane, mit Untersuchungen. Die Befragungen waren suggestiv.  Man wollte herausgefunden haben, dass es auch zu satanischen Ritualen gekommen sei; die Kinder hätten von Geheimtüren und Tunneln gesprochen. Im Frühjahr 1984 wurde behauptet, dass über 360 Kinder missbraucht worden seien.

## Strafverfolgung
Am 22. März 1984 wurden angeklagt: Virginia McMartin, Peggy McMartin Buckey, Ray Buckey und Peggy Ann Buckey sowie die Lehrerinnen Mary Ann Jackson, Betty Raidor und Babette Spitler.
Der Prozess dauerte sieben Jahre und kostete 15 Millionen US-Dollar, er war der längste und teuerste Strafprozess in der Geschichte der Vereinigten Staaten. Ray Buckey verbrachte fünf Jahre in Untersuchungshaft. Er wurde wie alle anderen Angeklagten auch 1990 freigesprochen.

## Archäologische Untersuchung
1990 unternahm der Archäologe E. Gary Stickel von der University of California auf Veranlassung von Ted Gunderson, ehemaliger Chef des FBI Los Angeles, Grabungen auf dem Schulgelände, bei dem er auf Strukturen stieß, die er als Überreste von Tunneln und einem unterirdischen Raum deutete, wie die Kinder sie beschrieben hatten. Diese Deutung stieß auf Unglauben: Laut dem Psychologen W. Joseph Wyatt von der Marshall University fand Stickel lediglich schuttgefüllte Überreste einer Abfallgrube, die zur Vorgängerbebauung gehörte. Das Gebäude wurde 1991 abgerissen.

## Verfilmung
Die Vorgänge wurden 1995 in dem Justizdrama Unter Anklage – Der Fall McMartin mit James Woods in der Hauptrolle verfilmt.